# Diez de Abril, Tamaulipas
Diez de Abril är en ort i Mexiko.   Den ligger i kommunen Soto la Marina och delstaten Tamaulipas, i den centrala delen av landet, 500 km norr om huvudstaden Mexico City. Diez de Abril ligger 47 meter över havet och antalet invånare är 310.
Terrängen runt Diez de Abril är platt åt sydväst, men åt nordost är den kuperad. Terrängen runt Diez de Abril sluttar västerut. Runt Diez de Abril är det mycket glesbefolkat, med 3 invånare per kvadratkilometer. Diez de Abril är det största samhället i trakten. Omgivningarna runt Diez de Abril är en mosaik av jordbruksmark och naturlig växtlighet.